# Clelia d'Onofrio
Clelia d'Onofrio (Ascoli Piceno, 6 giugno 1938) è una giornalista, scrittrice e personaggio televisivo italiano.

## Biografia
Ha iniziato la sua carriera a Milano negli anni 50 presso l'Editoriale Domus fondata da Gianni Mazzocchi, nella redazione della rivista Quattrosoldi. La sua formazione professionale è avvenuta poi a Quattroruote (la rivista di punta della Casa) dove ha ricoperto i ruoli di redattrice, caporedattrice, editorialista e autrice di volumi come Dalla Parte dell'Auto, Gianni Mazzocchi Editore, L'Auto è libertà.
Sempre nell'ambito della stessa casa editrice, comunque, ha scritto di viaggi e di enogastronomia per i Meridiani (bimestrale monografico di viaggio e di turismo) e Tutto turismo.
Ha diretto, inoltre, la rivista Meridiani/Viaggi del Gusto.
Oggi, libera professionista, collabora alla rivista Mondo Missione e al sito milanese mangiarebene.com con una serie di short stories gastronomiche.
Dal 2013 approda in televisione, diventando prima giudice e poi ospite fisso (fino al 2023) del talent show italiano Bake Off Italia - Dolci in forno, in onda sul canale Real Time e dei suoi relativi spin-off.

## Opere
Per la Sezione Editoriale Domus, Clelia d'Onofrio ha curato diciassette edizioni dell'agenda Il Libro di Casa. È inoltre autrice de:
- Il Cucchiaio d'Argento Regionale
- Feste di Natale
- Cucina Veloce
- Il Cucchiaio d'Argento (1997-2011)
- Clelia d'Onofrio, Il cucchiaio dei popoli, a cura di Chiara Zappa, Milano, Associazione PIMEdit, 2015, ISBN 9788888534398.
- Clelia d'Onofrio, Rugiada a colazione. Storia di un'amicizia: emozioni, segreti, sapori, Segrate, Sperling & Kupfer, 2019, ISBN 9788820068769.

## Programmi televisivi
- Bake Off Italia - Dolci in forno, Real Time (2013-2023) giudice fino al 2021, narratrice nel 2022 e 2023
- Junior Bake Off Italia, Real Time (2015-2018)
- Celebrity Bake Off, Real Time (2016-2017)
- Bake Off Italia - Stelle di Natale, Real Time (2018)
- Bake Off Italia - All Stars Battle, Real Time (2020)[1]